# Eglantina
Eglantina  è un nome proprio di persona italiano femminile.

## Varianti
- Femminili: Eglentina
- Maschili: Eglantino

### Varianti in altre lingue
- Francese: Églantine
- Inglese: Eglantine[1], Eglantyne[1]

## Origine e diffusione

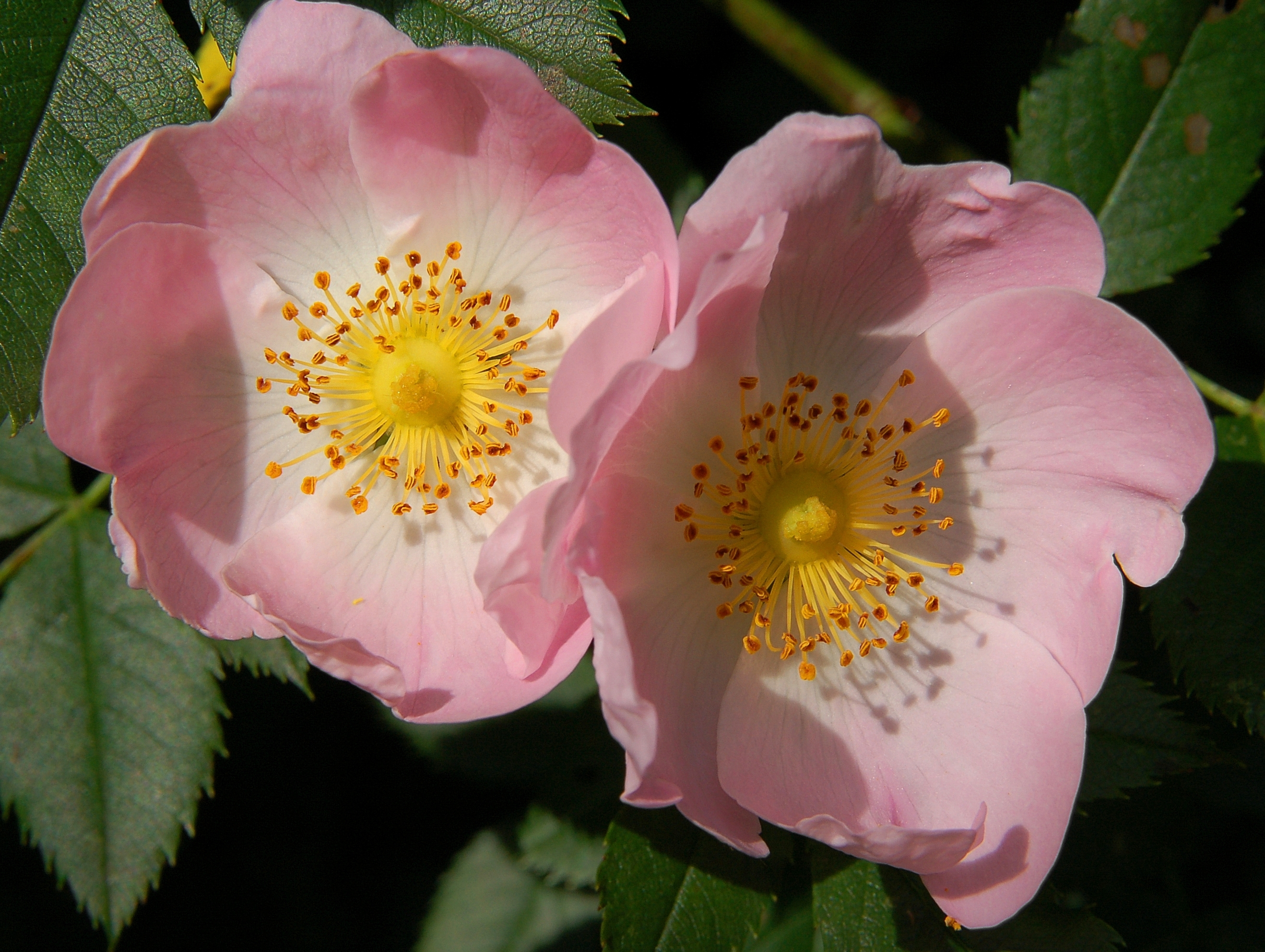
Fiori di rosa canina

È un nome affettivo, che riprende un nome arcaico della rosa canina, "eglantina". Etimologicamente, questo termine deriva dal francese églantine, a sua volta dal francese antico aiglent, basato sul latino aquilentus, "ricco di aculei", "spinoso" (da aculeus, "aculeo"). La forma Eglentina deriva probabilmente da un incrocio con il nome Egle.
Il suo primo uso come nome proprio di persona si ebbe nel XIV secolo, nella forma inglese Eglentyne, nell'opera di Geoffrey Chaucer I racconti di Canterbury.

## Onomastico
Il nome è adespota in quanto non ci sono sante così chiamate. L'onomastico può essere festeggiato il 1º novembre, alla festa di Ognissanti.

## Persone

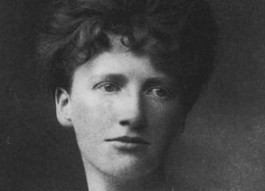
Eglantyne Jebb

### Variante Eglantyne
- Eglantyne Jebb, attivista britannica

## Il nome nelle arti
- Madame Eglantine è un personaggio ne I racconti di Canterbury di Geoffrey Chaucer.
- Eglantina Banks è un personaggio del romanzo di John Ronald Reuel Tolkien Il Signore degli Anelli.
- Eglantine Price è la protagonista del film Disney Pomi d'ottone e manici di scopa, interpretata da Angela Lansbury.